# 김정민 (1997년)
김정민(한국 한자: 金正民, 1997년 11월 27일 ~ )은 대한민국의 축구 선수이며, 포지션은 골키퍼이다.